# Mikito Tachizaki
Mikito Tachizaki (立 崎 幹 人, Tachizaki, Mikito), né le 17 mai 1988 à Towada, est un biathlète japonais. 

## Biographie
Dans ses jeunes années, Tachizaki concourt en ski de fond. Il est notamment médaillé d'argent à l'Universiade d'hiver de 2009 en relais.
Il commence sa carrière en biathlon au niveau international en 2011-2012, où il est sélectionné pour les Championnats du monde de Ruhpolding.
Il remporte la médaille d'or de la poursuite aux Jeux asiatiques d'hiver de 2017, après le bronze au sprint.
En fin d'année 2017, il collecte ses premiers points en Coupe du monde à Hochfilzen, se classant 33e du sprint.
Marié à la biathlète Fuyuko Tachizaki, il prend part aux Jeux olympiques d'hiver de 2018, où il est 84e du sprint et 64e de l'individuel.
Lors de la saison 2018-2019, il obtient son meilleur résultat à l'individuel de Pokljuka, avec une 24e place.
Il a étudié les sciences du sport à l'Université Waseda.

## Palmarès

### Jeux olympiques d'hiver
| Épreuve / Édition | Pyeongchang 2018 |
| Sprint            | 84e              |
| Poursuite         | —                |
| Individuel        | 64e              |
| Départ en masse   | —                |
| Relais            | —                |
| Relais mixte      | —                |

Légende :
- — : Non disputée par Mikito Tachizaki

### Championnats du monde
| Épreuve / Édition                | Individuel | Sprint | Poursuite | Départ en masse | Relais | Relais mixte | Relais mixte simple              |
| Mondiaux 2012 Ruhpolding         | —          | 92e    | —         | —               | —      | —            | Épreuve inexistante à cette date |
| Mondiaux 2015 Kontiolahti        | 106e       | 80e    | —         | —               | 21e    | 21e          | Épreuve inexistante à cette date |
| Mondiaux 2016 Holmenkollen       | 72e        | 68e    | —         | —               | 22e    | 19e          | Épreuve inexistante à cette date |
| Mondiaux 2017 Hochfilzen         | 74e        | 67e    | —         | —               | 15e    | 15e          | Épreuve inexistante à cette date |
| Mondiaux 2019 Östersund          | —          | 60e    | 55e       | —               | 20e    | —            | —                                |
| Mondiaux 2020 Antholz-Anterselva | 45e        | 82e    | —         | —               | 20e    | 20e          | 13e                              |
| Mondiaux 2021 Pokljuka           | —          | —      | —         | —               | 18e    | 20e          | 18e                              |

Légende :

— : Mikito Tachizaki n'a pas participé à cette épreuve.

### Coupe du monde
- Meilleur classement général : 83e en 2019.
- Meilleur résultat individuel : 24e.

#### Classements annuels
| Année     | Classement général final |
| 2017-2018 | 89e                      |
| 2018-2019 | 83e                      |